# Hlîbociok, Borșciv
Hlîbociok (în ucraineană Глибочок) este o comună în raionul Borșciv, regiunea Ternopil, Ucraina, formată numai din satul de reședință.

## Demografie
Componența lingvistică a comunei Hlîbociok
     Ucraineană (99,51%)
     Alte limbi (0,43%)
Conform recensământului din 2001, majoritatea populației comunei Hlîbociok era vorbitoare de ucraineană (99,51%), existând în minoritate și vorbitori de alte limbi.